# 北落師門b
北落師門b，也稱為大袞(Dagon)，是在南魚座距離地球大約25光年的一顆行星。這顆行星是在2008年哈伯太空望遠鏡的照片中被發現環繞著A-型主序星北落師門。北落師門b和另外3顆環繞著HR 8799的行星同時被宣布發現，他們是第一批以直接的影像證實在軌道上運行的行星。但新研究，行星消失，可能發生碰撞，目前在擴散

## 發現
行星的軌道距離北落師門大約119天文單位，相當於180億公里，靠近在岩屑盤的內側邊緣，是研究人員對這個系統經歷了8年的審查之後才發現的。 

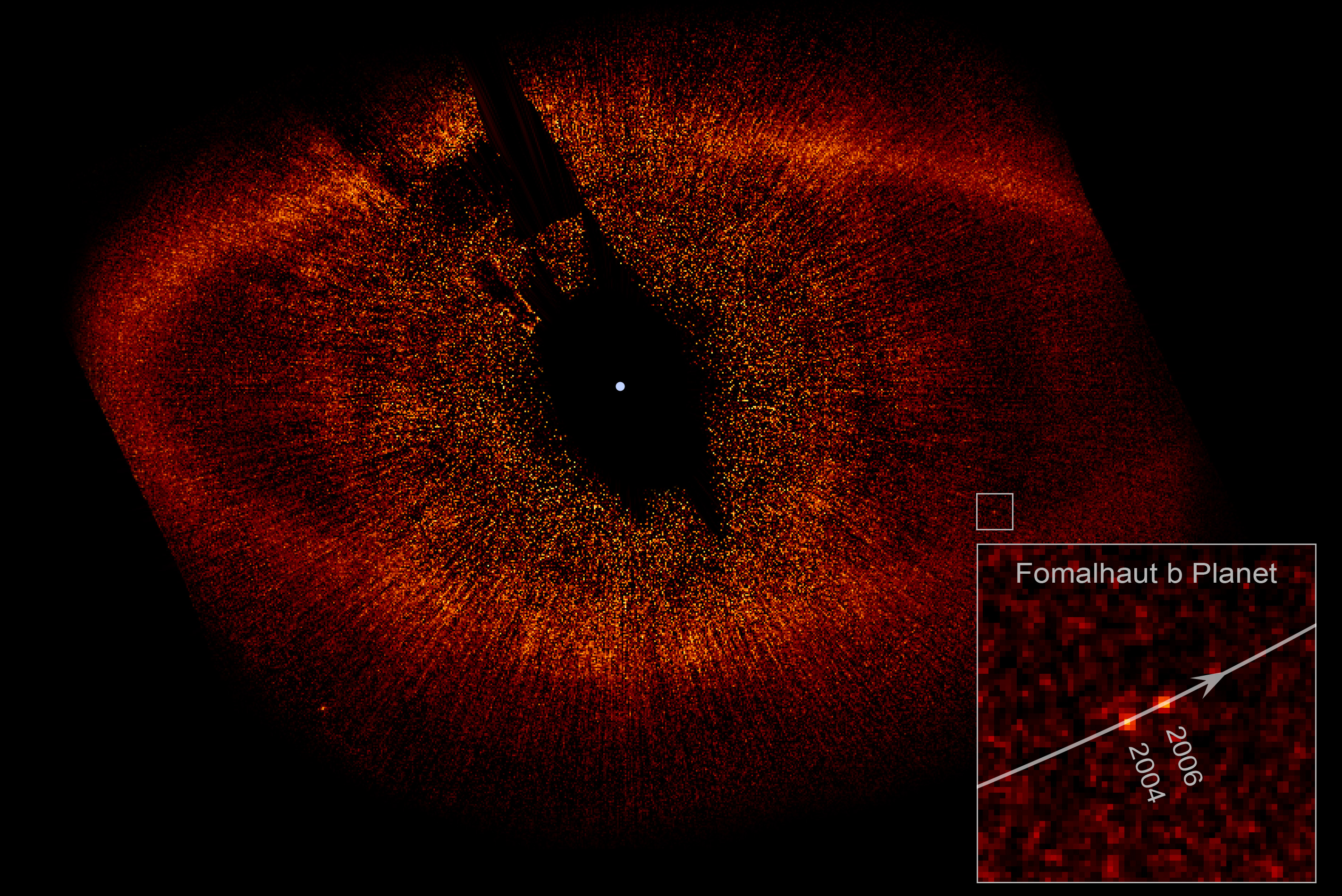
北落師門b在2004和2006年的位置。

在2005年，從它對北落師門塵埃带的擾動推斷出這顆行星的存在，塵埃带沒有以恆星為中心，並且有一個比一般預期更明顯的內側邊界。但是，只有保羅·卡拉斯使用哈伯太空望遠鏡在2004年和2006年拍攝的照片中才有這顆行星的位置。NASA在2008年11月13日釋出合成的發現照片，是哈伯太空望遠鏡的ACS觀測的。在影像中，外面明亮的卵形帶式塵埃環，在環帶中的特徵是星光被散射所造成的雜訊。 
卡拉斯評論："這是深刻是不可擋的經驗，是以前從未被看見過的行星。當我在五月底確認北落師門b是環繞著的行星時，我的心臟病幾乎要發作"。

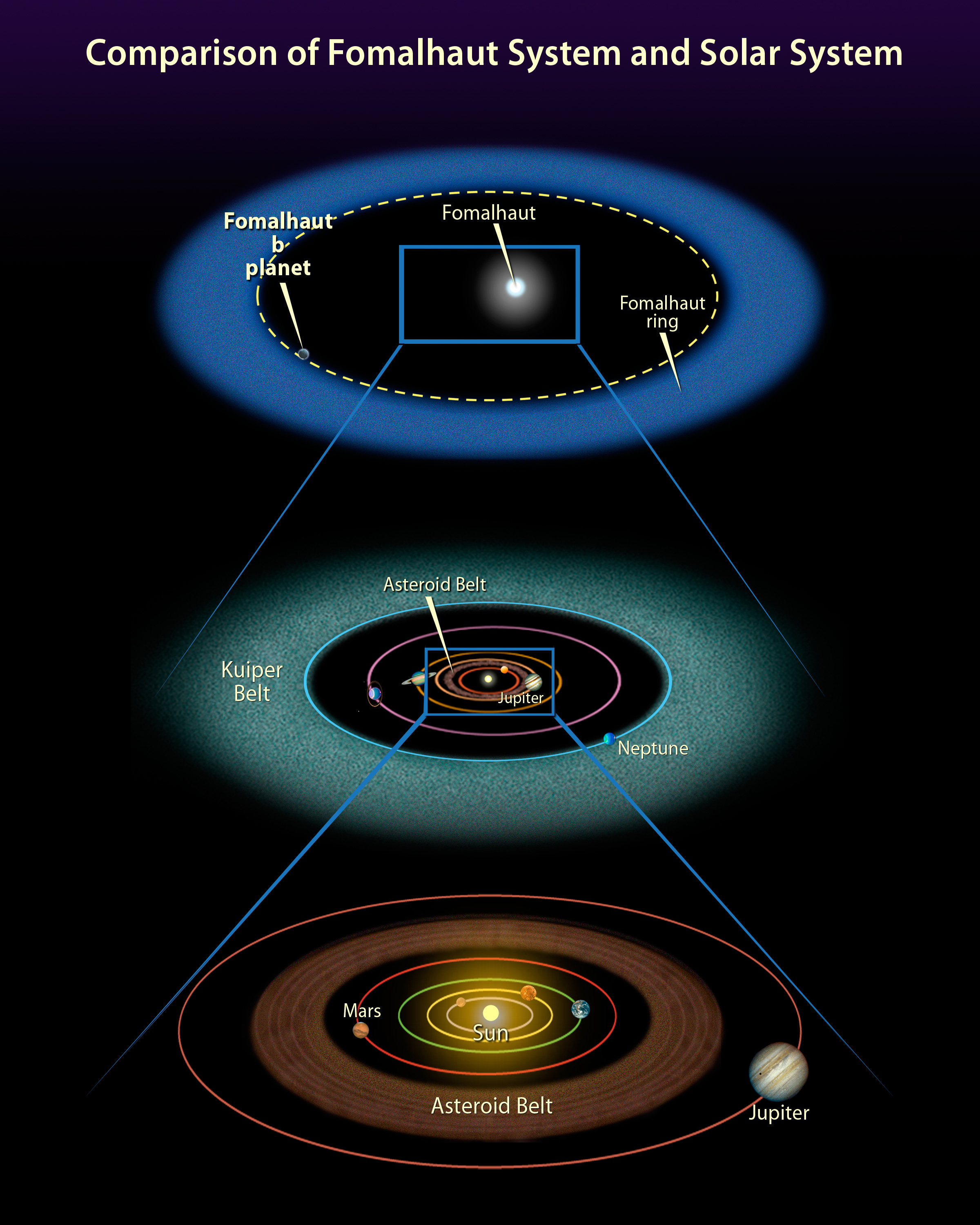
我們的太陽系和北落師門系統的比較。

北落師門b是第一顆以可見光直接觀察的系外行星，也是自海王星被預測和發現之後第一個有影像的行星，並且是第一顆根據他與岩屑盤的交互作用而被正確預測到的行星。它也被認為是在我們的太陽系之外曾取得影像的溫度最低、質量最小的天體。

## 物理特性
估計這顆行星的大小有如木星，最大的質量可能是木星的3倍，但大多都認為是在0.5至2倍之間。它與北落師門的距離是119天文單位（180億公里，115億英里，大約比鬩神星的遠日點大了約20%，是海王星軌道半長軸的3.8倍），使它的軌道週期長達872個地球年。北落師門的光度是太陽的16倍，所以海王星和北落師門b所在的區域溫度是相似的（由於平方反比定律）。
北落師門b令人懷疑的是，在可見光亮度的基礎上紅外的亮度就顯得太黯淡，可能有一個半徑是木星20-40倍的拱星盤環繞著（在比較下，土星的A環與行星中心的距離只是木星半徑的2倍），這個大小類似於木星的伽利略衛星的軌道半徑，因此可能可以代表衛星在行星附近形成時的一個階段。最新研究應該碰撞產生

## 外部連結
- Preprint of discovery paper（页面存档备份，存于）
- Preprint of prediction paper（页面存档备份，存于）